# Fast Forward Dance Parade

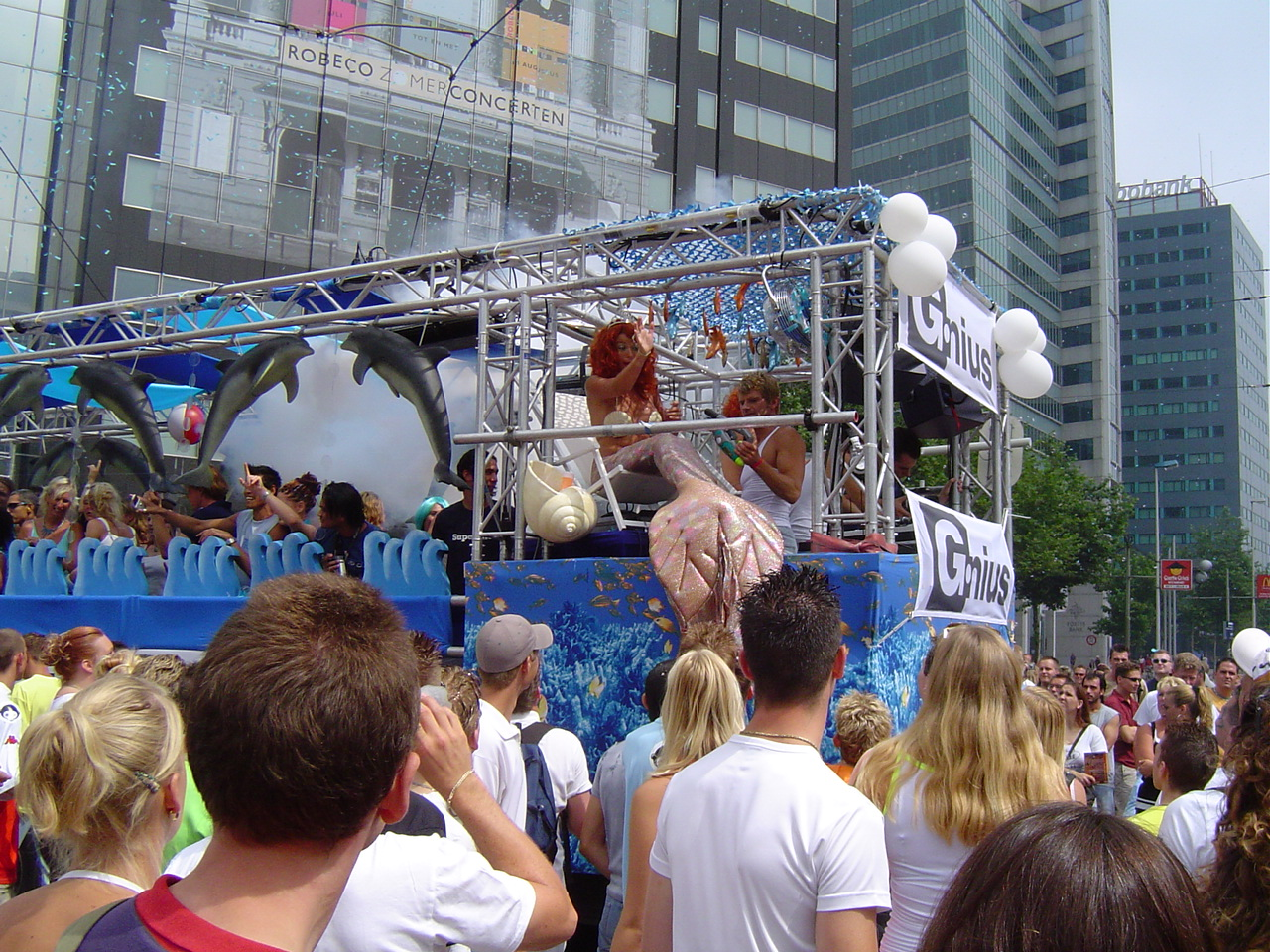
Fast Forward Dance Parade 2003

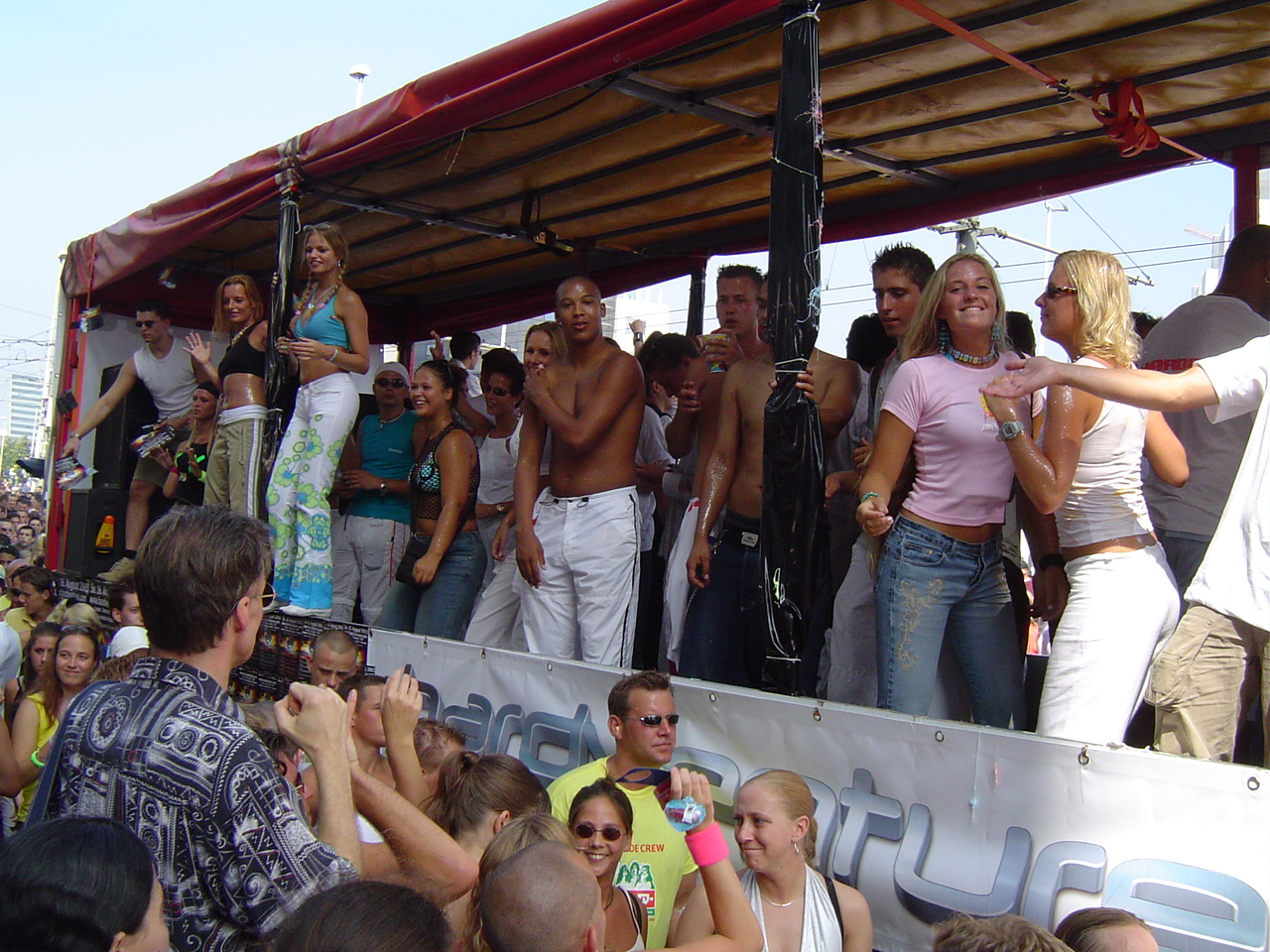
2003

De Fast Forward Fit For Free Dance Parade (voorheen Fast Forward Heineken Dance Parade) of kortweg Dance Parade was een jaarlijks terugkerend dance-evenement in Rotterdam. Het was met jaarlijks 400.000 bezoekers het grootste dance-evenement van de Benelux en werd geproduceerd door het Rotterdamse evenementenbureau JMR.

## Geschiedenis
De Dance Parade was geïnspireerd op de Love Parade in Berlijn en werd in 1997 voor het eerst georganiseerd. Het evenement was een stoet van circa 40 praalwagens, die met luide dancemuziek door de binnenstad van Rotterdam trok. De vrachtwagens werden verzorgd door platenlabels, clubs, radiostations en commerciële partijen die via de parade reclame maken voor hun product. Op de wagens stonden dj's die elektronische dansmuziek speelden. Op enkele wagens na waren de stijlen house, trance en de hardere stijlen (hardcore, jumpstyle) het best vertegenwoordigd. Bekende Nederlandse dj's als Tiësto, Armin van Buuren, Ferry Corsten en Michel de Hey hadden vaak een eigen truck. Bijna elk jaar reden er ook wagens mee waarop andere muziek dan dance wordt gedraaid.
De opzet is in de loop der jaren veranderd, maar een aantal onderdelen keerden bijna elk jaar terug. Zo werd de parade altijd op de tweede zaterdag van augustus gehouden. De route was elk jaar anders. De Nieuwe Binnenweg maakte bijna altijd deel uit van de route, maar werd in 2009 uit de route gehaald. De Coolsingel was ook standaard in de route opgenomen, maar maakte sinds 2007 ook geen onderdeel meer uit van de route. Een bijzonder deel van de route was de Erasmusbrug (van 2003 tot 2006). Door de bewegende mensenmassa trilde de brug heftig mee op de muziek en dit was goed voelbaar. Sinds 1999 werd de parade afgesloten met een gratis slotfeest op de Mullerpier. In 2003 verhuisde dat slotfeest naar Katendrecht en moest er entree betaald worden.
In 2007 is de opzet flink veranderd. Hoofdsponsor Heineken werd vervangen door fitnessketen Fit For Free en er was geen slotfeest meer. Verder werd de starttijd verschoven van 12.00 naar 15.00 uur. De eindtijd is verschoven van 16.00 naar 20.00 uur. De parade duurde dit jaar een uur langer omdat de nieuwe route langer was geworden.
Over het algemeen staan grote Nederlandse dancefeesten internationaal hoog aangeschreven. Toch was de Dance Parade internationaal lang niet zo bekend als andere grote Nederlandse dancefeesten. De parade stond in de schaduw van de veel grotere Street Parade in Zürich, die meestal op dezelfde dag gehouden werd. De meeste internationaal bekende dj's zijn die dag dan ook in Zürich te vinden.
De Dance Parade 2010 werd afgelast omdat de gemeente veel strengere veiligheidseisen en een strenger vergunningsbeleid instelde naar aanleiding van de strandrellen in Hoek van Holland. Hierna keerde het evenement niet meer terug.